# Epitonium fractum
Epitonium fractum är en snäckart som beskrevs av Dall 1927. Epitonium fractum ingår i släktet Epitonium och familjen vindeltrappsnäckor. Inga underarter finns listade i Catalogue of Life.